# Garifunes
Els garífunes, caribs negres o, en llengua garifuna, garinagu són un grup ètnic de l'Amèrica Central i el Carib sorgit de la barreja de la població ameríndia arawak i carib amb afroamericans que es van resistir a la colonització i a l'esclavitud. Viuen a Nicaragua –on comparteixen regió amb els miskitos–, Guatemala, Hondures i Belize. Una gran part dels garinagu viuen en aquests dos darrers països.
La majoria afirmen que són descendents d'esclaus de Nigèria portats a la zona pels espanyols cap al 1635. El vaixell que els transportava es va enfonsar vora Saint Vincent i els esclaus que van arribar a la costa es van barrejar amb els amerindis. El seu nom provindria de Kalipuna, una de les denominacions que els indis carib es donaven a si mateixos.

## Història

### Els orígens del poble i les comunitats garífunes
Les persones caribenyes, de les quals el seu nom originari era Callinaghuaco, el seu lloc d'origen era Orinoco Delta, (situat a l'actual Veneçuela), el qual van abandonar per conquerir les Antilles Menors. Com ja hem esmenat, quan arribaren a l'actual illa de Saint Vincent, van exterminar els homes arauac però van deixar les dones entre les quals van teixir descendència. La unió d'aquests dos grups indígenes, va donar a la nova societat anomenada Caliponan (també coneguda com a amerindis o caribs rojos).
Més tard, al 1635, dos vaixells de la colònia espanyola que portaven esclaus cap “al nou món”, o la “Índia Occidental”, en aquest cas, persones que provenien del que avui anomenem Nigèria, van naufragar a prop de l'illa on es trobaven els Caliponan, l'illa de Sant Vicente. Els esclaus es refugiaren en aquesta illa. Allà, s'hi trobaren tal poblat originari, entre el qual van formar el poble garinagu, conegut avui dia per garífuna. Aquest nom es deriva de "kalipuna", un dels noms utilitzats pels caribs per referir-se entre ells. A més a més dels nàufrags africans, hem de tenir en compte que els caribs van capturar esclaus a les seves lluites contra els britànics i francesos en illes veïnes i moltes de les persones capturades es van anar integrant a les seves comunitats. Així doncs, la presència d'africans de diverses procedències del Carib va anar augmentant gradualment fins a sobrepassar àmpliament el nombre d'indígenes (pobles caribs i arawaks).
Posteriorment, les Antilles Menors van ser territori de disputa bàsicament entre francesos i anglesos però Sant Vicente va ser durant bona part del període colonial un territori de dominància carib degut a la tenaç resistència exercida per aquests caribs negres i rojos. Tot això, en un context de tractats, acords, i una presència colonial menor amb processos embrionaris de plantacions i intercanvis comercials i laborals amb els natius. Conseqüentment, en la competència anglo-francesa l'illa de Sant Vicente queda sota domini anglès al 1763. Enmig d'aquesta dominació, al 1795 les hostilitats es generalitzen i s'inicia el que es coneix com a Guerra del Carib. A mitjans de 1796 les forces caribenyes es rendeixen davant els anglesos. Els caribs negres són deportats cap a Jamaica i posteriorment a les illes de Roatán, en l'actual Hondures.
En aquest procés de deportació, que començà al 1797, els britànics separaren, distingint entre els que tenien més aparença d' indígenes i els que s' assemblaven més a africans, siguen aquests últims declarats com a reals enemics que havien de ser deportats mentre que els altres se'ls va permetre seguir a l'illa.
Més de 5.000 caribs negres van ser deportats, però només 2.500 van sobreviure al viatge fins a Roatán. Aquesta illa, era molt petita i infèrtil per mantenir la població, els garífunas sol·licitaren a les autoritats hispanes d'Hondures que se'ls permetés romandre a terra ferma. Els espanyols els ho permeteren a canvi de utilitzar-los com soldats i així s'expandiren per la costa caribenya Amèrica Central.
Les relacions entre persones espanyoles i caribs negres van estar acompanyades de moltes oscil·lacions. Inicialment, van ser rebuts com guerrers competents i dotats de grans capacitats agràries, comercials i de navegació. Però en pocs anys passaren a ser considerats com una amenaça per les seves idees llibertàries que exercirien una mala influència sobre els negres encara esclavitzats. A Hondures també es mesclaren amb afroamericans provinents de República Dominicana i així es continuà sostenint la transnacionalitat que caracteritza els garífunes.
A partir dels anys 1820 la Independència d'Amèrica central dels espanyols i la posterior delimitació de fronteres nacionals no va afectar de forma substancial aquesta mobilitat. La dinàmica de mobilitat transnacional es recolzava en el feble control dels naixents estats de les seves fronteres marítimes i la continuïtat de cerca de millors oportunitats productives, laborals i de vida. Els llaços familiars dels garifuna ja estaven teixits en la trama transnacional i encara avui continuen vigents bàsicament per a les celebracions rituals i les festes en les quals s'activen els vincles filials doncs les cerimònies rituals convoquen els grups de famílies esteses amb presència als diferents països.
Des de l'arribada dels garífunes a Amèrica Central fins a la consolidació de la seva dispersió transnacional es van presentar variants en la forma de representació i les apel·lacions etno-racials utilitzades. La utilització dels vocables garífuna i garinagu era comú com a forma d'acte apel·lació en l'ús de la seva llengua però en espanyol o en anglès es representen també com a caribs i com a negres, tal qual eren tractats antigament per espanyols i anglesos.
Avui dia la majoria de garífunes s'han assentat a la costa d'Hondures i en particular, al sud de Belize, a la costa de Guatemala (al voltant de Livingston) a l'illa de Roatan, a les ciutats costaneres d'Hondures i Nicaragua així com en diferents ciutats dels Estats Units.
Compten amb una població de 300.000 habitants a Hondures, incloent grups poblacionals assentats en San Pedro Sula i Tegucigalpa. La majoria de les comunitats garífunes estan situades en zones costaneres properes a les àrees urbanes de Puerto Cortés, Tela, La Ceiba i Trujillo. Un gran nombre d'elles estan comunicades per via marítima en petites embarcacions, camins i senderes per les platges. Val destacar, com ja hem dit, que el Poble Garífuna té caràcter transfronterer.
Les estadístiques demogràfiques sobre el nombre de població garífuna a Amèrica Central i els Estats Units presentin oscil·lacions importants. Segons l'Informe de Desenvolupament Humà dels Nacions Unides per Amèrica Central, a 2003 a Hondures hi havia 200.000 garífunes, a Belize 15.000, a Guatemala 5.000 i a Nicaragua 2.000 per a un total aproximat en els 4 països d'unes 222000 persones. No existeixen estadístiques precises sobre les xifres de la població garífuna resident als Estats Units però diferents fonts parlen d'una quantitat igual o superior al dels garífuna que habiten Amèrica Central. Això ens donaria una població total d'uns 400000 individus.

### Organització social i política en l'actualitat
A Hondures durant els últims anys, l'Estat ha efectuat diverses estratègies d'espoli al poble Garífuna. Per exemple, a finals del segle xx, va lliurar la destinació de la costa nord a les companyies bananeres, la majoria del Canadà, pretenent al segle XXI expulsar al poble i les comunitats Garífunes a través de les “ciutats model” (ZEDE) i altres projectes neoliberals d'indústries forasteres.
Tot i els intents per part dels Estats capitalistes i la conseqüent cultura dominant, (posant èmfasis al d'Hondures), la família extensa Garífuna preval, contribuint en certa manera a enfortir la condició matrifocal del poble Garífuna. La seva matrifocalitat ha estat ignorada i fins i tot soterrada per la cultura dominant d'índole patriarcal, la que simplement desconeix la seva existència i intenta desfer les xarxes de dones d'aquestes comunitats, promovent l'organització social de cort occidental, que converteix a les comunitats, en aquest cas als Garífunes, en simples estadístiques i podem dir que fins i tot en mercaderia.
Com bé diu Nancy González (2008), en el seu llibre “Pelegrins del Carib”, en aquestes comunitats, ressalta la importància que juguen les dones en les cerimònies relacionades amb el culte ancestral, la qual gira al voltant de les àvies (nagoto) a les quals se'ls rendeix tribut en el Dügü, religió animista que fins avui sobreviu entre el poble Garífuna malgrat les influències exògenes, especialment de les sectes evangelistes, que rebutgen la possibilitat de qualsevol tipus de sincretisme.
A més a més, altres antropòlogues com Virginia Kerns (1982) i Keri Brondo (2013) també han fet èmfasi en la matrifocalitat Garífuna. Brondo a més ha escrit sobre el rol que juguen les dones en la defensa del territori ancestral, el que es veu assetjat per una onada d'apropiacions i despulles que compten amb el suport de l'Estat d' Hondures. A més a més, aquestes polítiques d'homogeneïtzació cultural promogudes per l'Estat i organismes financers internacionals que no respecten les costums locals, també invoquen la dissolució de la propietat comunitària com un impediment per al “desenvolupament” de cort occidental, el que promouen amb un enorme afany.
Desafortunadament l'herència matrilineal (alagận) ha estat substituïda pel concepte d'herència patriarcal predominant entre la cultura mestissa. L'aparició de processos de “legalització” i titulació de terres promoguts per l'Estat, han servit per espoliar al poble Garífuna, i desconèixer l'herència matrilineal que considerava les dones com les hereves.
Les xarxes de dones Garífunas en les comunitats compten amb organitzacions centenàries, com són els denominats clubs de dansa, els quals mantenen vives les tradicions orals i materials.
Si bé van poder conservar en certa manera la matrifocalitat, la pèrdua del alagận (espoli de les terres) implica la gradual desaparició del territori el qual s'està venent a empresaris del turisme, extractius, etc; apropiant-se del territori per trossos, comptant amb el suport de municipalitats, l‘Institut de la propietat i la complicitat del Ministeri Públic que com de costum es nega a intervenir en l'espoli.
La supervivència del poble Garífuna és un desafiament davant l'espoli del territori i la pèrdua de l'idioma i la cultura a causa de la hegemonia opressora dels mitjans de comunicació manejats per la cultura dominant, fingint sistemes d'educació bilingües i interculturals.
Actualment, davant de tal opressions degut a les polítiques neoliberals de la globalització, els Garífunes juntament amb altres grups indígenes han format organitzacions per defensar els seus drets com L'OFRANEH (Organització Fraternal Negra Hondurenya). Aquesta mateixa organització, juntament amb unes 50 Entitats hondurenyes més, entre altres denúncies, al 2014 van presentar un recurs en contra de les ZEDE (projectes impulsadors de ciutats model encarregats de l'espoli de les terres indígenes), el qual va ser rebutjat pel Tribunal Suprem. Aquest Tribunal, no té en compte els drets del poble indígena: "Hondures ha eludit de forma sistemàtica l'aplicació del Conveni 169", denuncia la OFRANEH. En resum, ens diu l' OFRANEH "Palma, petroli, ZEDE i narcotràfic, s'han convertit en la raó primordial per a promoure l'expulsió del poble Garífuna del nostre territori ancestral". 
El Conveni 169 a què es refereix l'OFRANEH és un instrument de l'Organització Internacional del Treball que garanteix el dret de consulta prèvia als pobles indígenes sobre actuacions que afectin els seus territoris, i Hondures -com la majoria d'estats d'Amèrica Central i del Sud- l'ha ratificat. La seva aplicació pràctica, però, és desigual, i nombroses entitats indígenes americanes denuncien que els governs no el tenen prou en compte.

#### Esdeveniments
El 17 de juliol de 2014 va haver-hi un intent de rapte massiu de membres de la coordinadora de l'Organització Fraternal Negra Hondurenya, OFRANEH, i vint altres integrants d'aquesta organització de defensa dels drets culturals i territorials del Garífunes per part de sicaris armats associats amb el crim organitzat al poble de Vallecito, a Colón, Hondures. Segons el servei de premsa d'OFRANEH, alguns dels raptats es van poder escapar i això va ser clau perquè aquest rapte no tingués èxit, ja que els delinqüents van desistir. Es creu que el motiu d'aquesta acció criminal va ser que la comunitat garifuna havia destruït una pista clandestina que es feia servir per exportar material de palma africana de manera il·legal, en una zona que el 1997 va ser atribuïda per l'Institut Agrari Nacional d'Hondures (INA) a la comunitat Garífuna, però que va ser envaïda el 1998 per l'empresari hondureny Miguel Facussé per sembrar-hi palma. Tot i que els Garífunes van guanyar un judici sobre l'atribució del territori de Vallecito, persones associades al crim organitzat es van apoderar del 80% d'aquest territori i hi van construir la pista clandestina. Quan, el 2013, l'INA va aconseguir que les terres tornessin a quedar en mans dels Garífunes, els membres d'aquesta comunitat van començar a rebre amenaces i a ser objecte de sabotatges, que van culminar amb aquest intent de segrest a gran escala.
El 5 d'agost de 2014, la comunitat Garífuna de Barra Vieja, al municipi de Tela, va començar a ser desallotjada a instàncies del jutge Abigael Tinoco a causa de les pressions de l'Empresa Nacional Portuària (ENP) d'Hondures. Aquest desallotjament pot afectar 450 persones, entre les quals hi ha 200 menors d'edat. L'ENP va esdevenir propietària d'una bona part del territori Garífuna de la badia de Tela i el 2006 va cedir a la comunitat de Miami 25 hectàrees que es van convertir en comunitàries, però que van ser venudes de manera il·legal a empresaris de San Pedro Sula. La comunitat de Barra Vieja està situada a l'entrada del projecte turístic Indura Beach, que ha comportat la dessecació de 80 hectàrees de l'anomenada llacuna de Los Micos per construir-hi un camp de golf. En l'actualitat, la comunitat garifuna està esperant que el Tribunal Interamericà de Drets Humans dictamini sobre aquest cas, ja que defensa que aquestes terres són seves i critica que ni l'estat ni el govern hondurenys no els protegeixen, tot i que hi estan obligats per la Constitució i pels convenis internacionals que han subscrit.
El 7 d'agost de 2014, la comunitat Garífuna d'Antigua Armenia, al Departament d'Atlántida, va ser desallotjada de les seves terres ancestrals per la policia municipal de Jutiapa a causa de les pressions de la companyia internacional Standard Fruit Company, dedicada a la producció de fruita, que en la dècada de 1920 va cremar els registres de propietat dels Garífunes i es va apoderar de les seves terres. L'any 2000, el govern hondureny va concloure a favor de la concessió del delta del riu Papaloteca a la Companyia Standard Fruit Company (actualment, Dole Fruit Company), que va entregar les terres a la municipalitat de Jutiapa obviant les demandes de la comunitat Garífuna d'Antigua Armenia. Els Garífunes critiquen que l'estat hondureny no fa cas de les decisions jurídiques de la Comissió Interamericana de Drets Humans i del Tribunal Interamericà, que dicten que s'han violat els drets territorials i humans d'aquest poble. rep.
El 26 d'agost de 2014, el Consell Nacional Garifuna (NGC) de Belize va denunciar que una institució financera discriminava el seu poble, ja que instruïa els treballadors perquè no parlessin el Garífuna en el seu lloc de treball. El CNG defensa que la seva herència cultural ha de ser respectada per totes les entitats i organitzacions de Belize.
El 21 de desembre de 2015, la Comissió Interamericana de Drets Humans (CIDH) va condemnar l'estat hondureny per la violació dels drets humans col·lectius dels Garífunes. Això ha passat després de les denúncies les violacions que patien les comunitats Garífunes de Punta Piedra, Triunfo de la Cruz i Cayos Cochinos, en especial pel que fa al seu dret a la propietat col·lectiva de la terra. Al llarg dels dotze anys que ha durat el procés, l'estat hondureny ha deixat que el crim organitzat controlés el territori Garífuna, situat al nord del país, a la costa del Carib. Tot i que aquesta decisió jurídica internacional és una victòria per al poble Garífuna, en l'actualitat, les comunitats Garífunes viuen sota el jou de les ciutats model que s'instal·len al seu territori i de la dissolució dels seus títols comunitaris sobre la terra.

## Pobles garifunes
- Puerto Castilla